# العلاقات الفنزويلية القرغيزستانية
العلاقات الفنزويلية القيرغيزستانية هي العلاقات الثنائية التي تجمع بين فنزويلا وقيرغيزستان.

## مقارنة بين البلدين
هذه مقارنة عامة ومرجعية للدولتين:
| وجه المقارنة                                              | فنزويلا                                  | قيرغيزستان                      |
| --------------------------------------------------------- | ---------------------------------------- | ------------------------------- |
| المساحة (كم2)                                             | 916.45 ألف                               | 199.95 ألف                      |
| عدد السكان (نسمة)                                         | 28.87 مليون                              | 6.20 مليون                      |
| الكثافة السكانية (ن./كم²)                                 | 31.5                                     | 31.01                           |
| العاصمة                                                   | كاراكاس                                  | بيشكك                           |
| اللغة الرسمية                                             | اللغة الإسبانية، لغة الإشارة الفنزويلية ‏ | اللغة الروسية، اللغة القيرغيزية |
| العملة                                                    | بوليفار فنزويلي                          | سوم قيرغيزستاني                 |
| الناتج المحلي الإجمالي (بليون دولار)                      | 482.36 مليار                             | 7.56 مليار                      |
| الناتج المحلي الإجمالي (تعادل القوة الشرائية) بليون دولار |                                          | 20.45 مليار                     |
| الناتج المحلي الإجمالي الاسمي للفرد دولار أمريكي          |                                          | 1.10 ألف                        |
| الناتج المحلي الإجمالي للفرد دولار أمريكي                 |                                          |                                 |
| مؤشر التنمية البشرية                                      | 0.762                                    | 0.655                           |
| رمز المكالمات الدولي                                      | +58                                      | +996                            |
| رمز الإنترنت                                              | .ve                                      | .kg                             |
| المنطقة الزمنية                                           | 00                                       | ت ع م+06:00                     |

## منظمات دولية مشتركة
يشترك البلدان في عضوية مجموعة من المنظمات الدولية، منها:
| علم المنظمة | اسم المنظمة                        | تاريخ انضمام فنزويلا | تاريخ انضمام قيرغيزستان |
| ----------- | ---------------------------------- | -------------------- | ----------------------- |
|             | يونسكو                             | 25 نوفمبر 1946       | 2 يونيو 1992            |
|             | وكالة ضمان الاستثمار متعدد الأطراف | 9 مايو 1994          | 21 سبتمبر 1993          |
|             | الأمم المتحدة                      | 15 نوفمبر 1945       | 2 مارس 1992             |
|             | الاتحاد البريدي العالمي            | ?                    | ?                       |
|             | البنك الدولي للإنشاء والتعمير      | 30 ديسمبر 1946       | 18 سبتمبر 1992          |
|             | الاتحاد الدولي للاتصالات           | 13 أغسطس 1920        | 20 يناير 1994           |
|             | منظمة حظر الأسلحة الكيميائية       | ?                    | ?                       |
|             | مؤسسة التمويل الدولية              | 28 ديسمبر 1956       | 11 فبراير 1993          |
|             | منظمة التجارة العالمية             | ?                    | ?                       |
|             | منظمة الشرطة الجنائية الدولية      | ?                    | ?                       |

## وصلات خارجية
- موقع وزارة الخارجية الفنزويلية
- موقع وزارة الخارجية القيرغيزستانية